# José Reino Caamaño
José Reino Caamaño fou un advocat i polític gallec. Es llicencià en dret i exercí com a jutge, arribant a ser degà del Col·legi d'Advocats de Santiago de Compostel·la. També va publicar versos en castellà i en gallec a la Revista Gallega de la Reial Acadèmia Gallega. El 1923 fou elegit diputat a les Corts Espanyoles per la fracció demòcrata. Posteriorment fou elegit diputat galleguista independent de la Federació Republicana Gallega per la província de la Corunya a les eleccions generals espanyoles de 1931 i pel Partit Republicà Conservador a les eleccions generals espanyoles de 1933, on destacà per la seva condemna a la persecució religiosa. Durant la guerra civil espanyola va defensar en judici alguns acusats pel franquisme, arribant a afirmar que els únics rebels eren els que els jutjaven, raó per la qual hagué d'amagar-se durant un temps.